# Gogoyan
Gogoyan é um hamlet na comunidade de Llanddewibrefi, Ceredigion, Gales. Estando a 94,8 km de Cardife e a 275,3 km de Londres, Gogoyan é representado na Assembleia Nacional do País de Gales por Elin Jones (Plaid Cymru) e o membro do parlamento é Mark Williams (Liberal Democrats).